# Fabresema gerardi
Fabresema gerardi là một loài bướm đêm thuộc phân họ Arctiinae, họ Erebidae.